# Алексеев, Георгий Дмитриевич

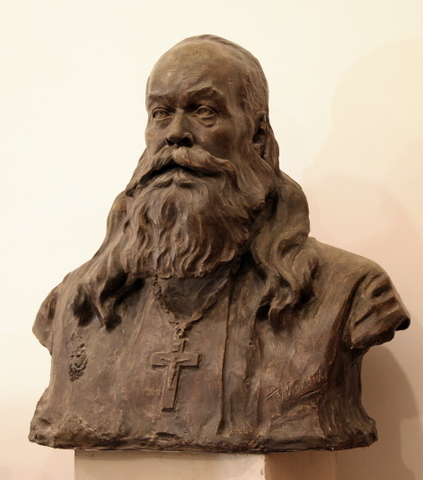
Портрет протоиерея Николая Соколова. Гипс тонированный. 65х55х32

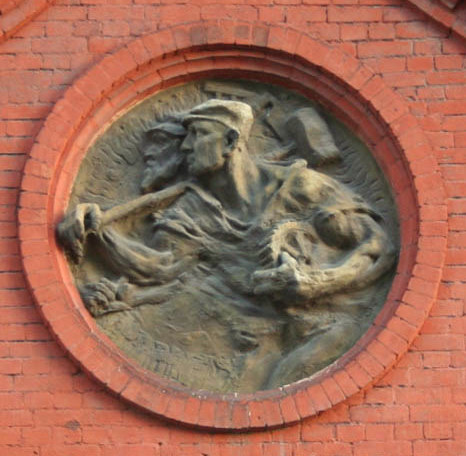
Рельеф «Союз рабочих и крестьян» на фасаде Центрального музея В. И. Ленина в Москве, 1918 г.

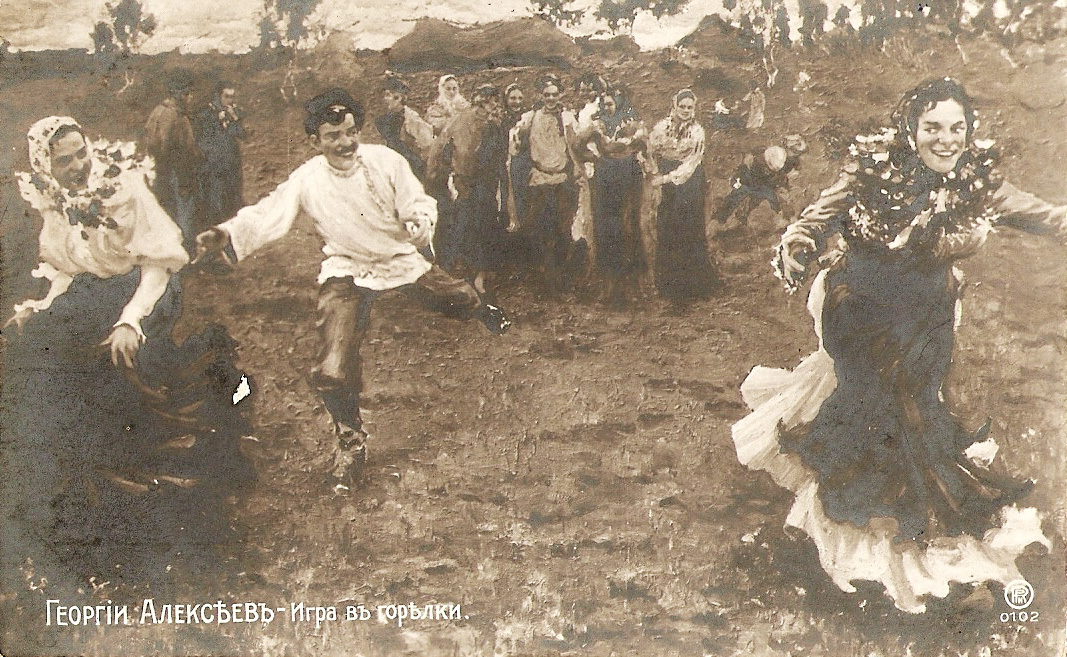
Игра в горелки. Дореволюционная открытка.

Гео́ргий Дми́триевич Алексе́ев (20 апреля [2] мая 1881, деревня Венюково Московской губернии — 21 июля 1951, Москва) — русский и советский скульптор, график, живописец.

## Творческая биография
Окончил Московское училище живописи, ваяния и зодчества (1914).
В начале XX века Г. Д. Алексеев подготовил в виде книги-альбома одно из самых известных и оригинальных пособий по геометрии для детей, изданное русским просветителем И. Д. Сытиным (было переиздано в 2002).
В 1907 г. выполнил портрет К. Маркса (гипс, собрание Д. Г. Алексеева, Москва). В 1918 г. сделал ряд натурных зарисовок В. И. Ленина в его кабинете. Участвовал в осуществлении ленинского плана монументальной пропаганды (Рельеф «Союз рабочих и крестьян» на фасаде Центрального музея В. И. Ленина в Москве, 1918 г. Памятник К. Марксу в Балашихе, 1919 г. — оба из бетона). Автор одного из первых бюстов В. И. Ленина (1919), установленного в ряде советских городов, и первой статуи В. И. Ленина «Призывающий вождь» (гипс, 1924, Центральный музей В. И. Ленина). Знака и эмблемы Осоавиахима (1928-1929), плаката «Ультиматум» (1923). Автор памятника Ленину в Реутове (апрель 1925).
Жил в Салтыковке с 1911 по 1951 годы на улице Малая Прудовая, у Золотого пруда (улица Скульптора Алексеева, дом 35).

## Память
В апреле 1969 года в Москве в зале Союза художников СССР состоялось открытие первой посмертной персональной выставки Г. Д. Алексеева. Был издан выставочный каталог с биографическом очерком, а также опубликованы воспоминания Георгия Дмитриевича о посещении им В. И. Ленина в Кремле в 1918 году. Побывавшие на выставке салтыковские краеведы обратили внимание на картину, выполненную Г. Д. Алексеевым в 1915 году, с изображением бревенчатого дома, где жил и работал художник. Они выразили пожелание, чтобы Малая Прудовая улица, где находится этот дом, была названа улицей Г. Д. Алексеева.
В 1969 году Балашихинский горком КПСС и горисполком приняли решение открыть музей Г. Д. Алексеева в Салтыковке. На стене деревянного дома была укреплена мемориальная доска с надписью: «В этом доме с 1911 по 1951 г. жил и работал известный советский скульптор и живописец Г. Д. Алексеев». Также было вынесено решение горисполкома о переименовании улиц Малая Прудовая и Сокольническая в улицу имени Г. Д. Алексеева (улицу Скульптора Алексеева). Но в итоге запланированный Музей так и не был создан, а дом оказался продан по частям разным владельцам. В 1993 году улица Сокольническая, как было сказано в формулировке, «возвратила своё исторически сложившееся название». Архив Г. Д. Алексеева был передан потомками художника в историко-краеведческий музей города Балашиха.
В Балашихинском историко-краеведческом музее (проспект Ленина, д. 53), где в настоящее время хранится весь личный архив Г. Д. Алексеева, оформлены специальные стенды с уникальными рукописными, печатными и фотографическими материалами.
Мемориальный дом в Салтыковке Постановлением Правительства Московской области от 15.03.2002 г. № 84/9 включён в Перечень памятников истории и культуры.
10 июня 2003 года дачный посёлок Салтыковка в качестве микрорайона вошёл в состав города Балашиха.